# Kim Chul-ho
Kim Chul-ho (* 3. März 1961 in Osan, Südkorea) ist ein südkoreanischer Boxer im Superfliegengewicht.

## Profikarriere
1978 begann er erfolgreich seine Profikarriere. Am 24. Januar 1981 boxte er gegen Rafael Oronó um den Weltmeistertitel des Verbandes WBC und siegte durch klassischen K. o. in Runde 9. Diesen Titel verteidigte er insgesamt fünf Mal und verlor ihn im November 1982 an Orono im Rückkampf durch Knockout. 
Nach einer weiteren Niederlagen im darauffolgenden Jahr beendete Kim seine Karriere.